# Psidium minutifolium
Psidium minutifolium är en myrtenväxtart som beskrevs av Carl Karl Wilhelm Leopold Krug och Ignatz Urban. Psidium minutifolium ingår i släktet Psidium och familjen myrtenväxter. Inga underarter finns listade i Catalogue of Life.